# Lodewijk van Deyssel
Karel Joan Lodewijk Alberdingk Thijm (Amsterdam, 22 september 1864 – Haarlem, 26 januari 1952), bekend onder het pseudoniem Lodewijk van Deyssel, was een Nederlandse schrijver.

## Familie

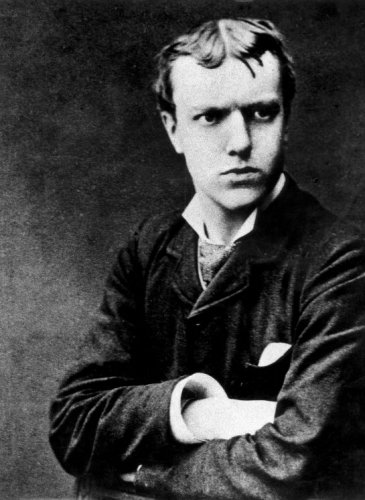
Jeugdportret van Van Deyssel

Thijm was een lid van de familie Alberdingk en zoon van de schrijver, dichter, boekhandelaar en uitgever Joseph Alberdingk Thijm (1820-1889) en Wilhelmina Kerst (1824-1894). In 1887 huwde hij Catharina Horyaans (1864-1941), van wie hij in 1918 scheidde. Uit dit huwelijk werden twee zonen en een dochter geboren.

## Leven en werk
Alberdingk Thijm bracht een deel van zijn jeugd door op het katholieke jongensinternaat Rolduc. Samen met onder anderen Willem Kloos, Frederik van Eeden, Herman Gorter en Albert Verwey behoorde Lodewijk van Deyssel tot de Beweging van Tachtig (de Tachtigers). De eerste publicatie van zijn hand, De Eer der Fransche Meesters, verscheen in 1881 in het tijdschrift van zijn vader Dietsche Warande. In de periode 1882-1889 werkte hij mee aan het weekblad De Amsterdammer. In 1885 werd het literair tijdschrift van de Tachtigers De Nieuwe Gids opgericht, waaraan hij meewerkte. Hij trad echter niet toe tot de redactie. Naar aanleiding van een ruzie met Frans Netscher, die geregeld publiceerde in dit tijdschrift, schreef Van Deyssel in 1886 de brochure Over literatuur. Samen met Albert Verwey richtte hij in 1894 het Tweemaandelijks Tijdschrift op en bleef daarvan redacteur na de voortzetting van dit tijdschrift onder de naam De Twintigste Eeuw.
In 1905 richtte hij de Vereniging van Letterkundigen op, met de volgende doelstelling: "De vereeniging wil in de eerste plaats zijn een vakvereeniging ter behartiging der materieele belangen van de letterkundigen". 
Aanvankelijk was hij sterk aangetrokken tot het Frans naturalisme, maar in De dood van het naturalisme (1891) keerde hij zich van deze stroming af. Later richtte hij zich meer tot mystieke levenswaarden. Hij staat bekend om zijn vlijmscherpe en ironische kritieken. Hij kon daarin zo fel en soms ook zo grof zijn dat deze besprekingen als de "scheldkritieken" bekend zijn geworden.
Zijn bekendste werken zijn: Een Liefde (1887), de Rolduc-roman De kleine republiek (1889), Blank en geel (1894) en Het leven van Frank Rozelaar (1911). Onder het pseudoniem A.J. publiceerde hij Multatuli (1891), J.A. Alberdingk Thijm (1893) en Blank en Geel. Een Liefde is een van de eerste geslaagde Nederlandse naturalistische romans. Van Deyssels tijdgenoten waren geschokt omdat in dit boek een - met literaire beeldspraak getoonzette - seksueel getinte ervaring van de hoofdfiguur Mathilde beschreven wordt. De roman behoort tot de klassieken van de Nederlandse literatuur. In 1996 verscheen de 14e druk.
Harry G.M. Prick erfde Van Deyssels literaire nalatenschap, en schreef onder meer een tweedelige biografie.

## Prijzen
- 1913 - Tollensprijs voor zijn hele oeuvre

## Bibliografie

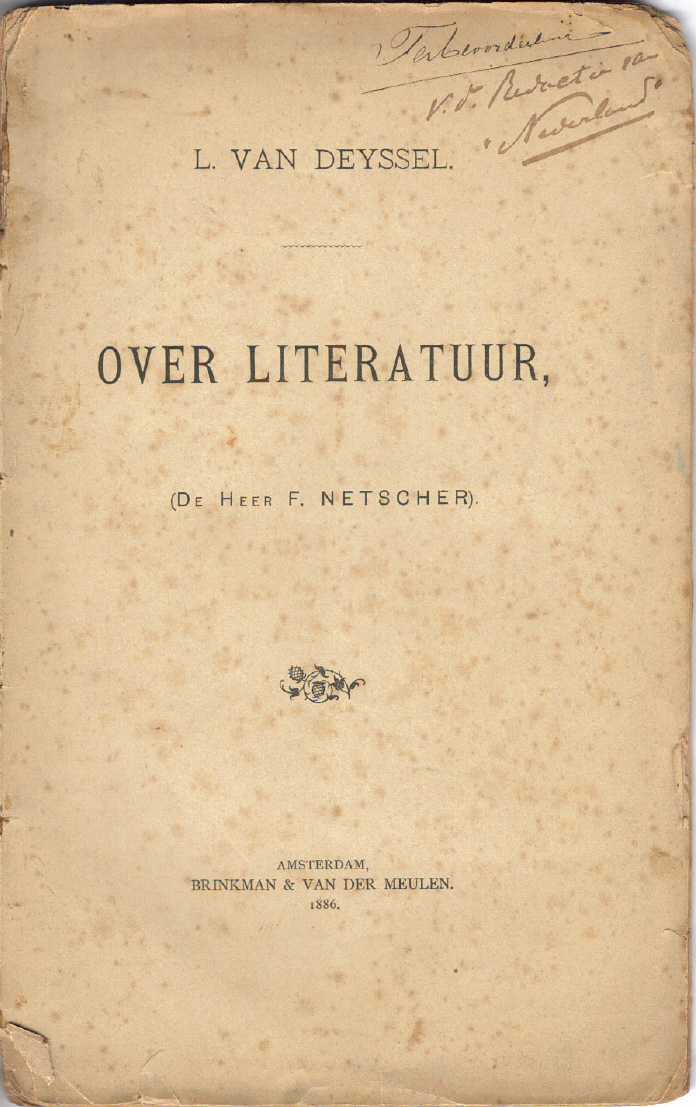
Omslag van Over literatuur (1886)

## Literatuur

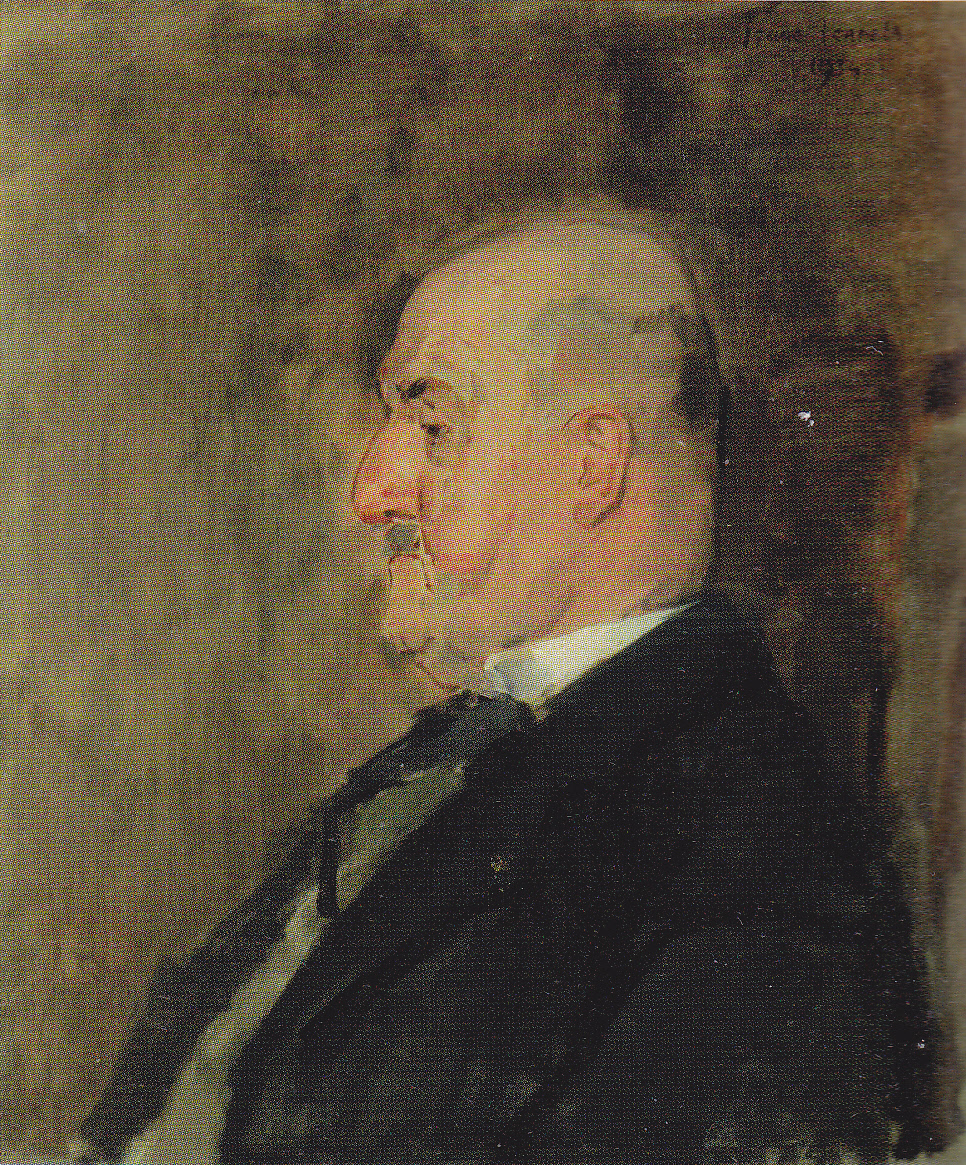
Van Deyssel (door Isaac Israëls)